# 1921 en Bretagne
 Chronologie de la Bretagne
- 1917
- 1918
- 1919
- 1920
- 1921
- 1922
- 1923
- 1924
- 1925

Cette page recense des événements qui se sont produits durant l'année 1921 en Bretagne.

## Société

### Naissances
- 7 février : Édouard Ollivro, écrivain et homme politique[1]
- 8 mars : Denys de La Patellière, réalisateur (Tobrouk, Le Tatoué)[1].
- 10 mars à Mauron (Morbihan) : Henri Thébault, mort le 17 janvier 1986 à Angoulême, homme politique français.
- 9 mai à Rennes : Marie Alizon, décédée le 4 juin 1943 à Auschwitz, résistante française.
- 31 juillet à Guénin (Morbihan,  Pays Vannetais) : Henri Maho, personnalité bretonne, mort le 12 juin 2008[2]
- 2 décembre à Brest : Jean-René Lannuzel, mort le 20 mai 1997 dans sa ville natale. Il a été le chef d'état major de la Marine nationale de 1976 à 1982.
- 6 décembre : Marcel Callo, militant chrétien, jociste, béatifié le 4 octobre 1987[1].

### Décès
- 21 septembre : Auguste-René-Marie Dubourg, homme d'Église[1].

## Politique

### Vie politique
- Élection à Douarnenez de Sébastien Velly, premier maire communiste de France[1].

### Élections sénatorialesdu9 janvier
Sont élus ou réélus :
- Pour le Finistère : Maurice Fenoux (réélu)[3], Jules Fortin (réélu)[4], Ferdinand Lancien (élu)[5].

## Culture

### Littérature
- Ar en Deulin de Jean-Pierre Calloc'h[1].

### Arts
- Paul Sérusier publie ABC de la peinture, le résultat de plus de 40 ans de recherches esthétiques[6].